# Agnaat
Agnaten zijn kinderen verwekt door een man bij een tweede vrouw, die door rechtsregels onder het ouderschap van de man werden gebracht en als zijn verwanten werden beschouwd. Het is een begrip uit het Romeins recht dat niet meer in het huidige recht wordt gebruikt. In het Oudgermaans werden deze verwanten tot zevende graad ook met de term zwaardmaag aangeduid, maag betekende 'bloedverwant'. Verwanten tot de zevende graad werden nagelmagen genoemd. In het huidig Nederlands erfrecht wordt aangenomen dat na de zesde graad geen sprake meer is van verwantschap.